# Ancilotti
Ancillotti is een historisch Italiaans motorfietsmerk, ook bekend als Scarab (zie onder).
De bedrijfsnaam was: Gualtiero Ancillotti, later G. Ancillotti & Filli, Sambuca, Florence.
Gualtiero Ancilotti begon in 1931 een reparatiewerkplaats, gespecialiseerd in Harley-Davidsons. Daar moest hij mee stoppen toen de Tweede Wereldoorlog uitbrak. In 1963 ging hij samen met zijn zoons Piero en Alberto zelf motorfietsen produceren.
Ze bouwden aanvankelijk Lambretta-scooters maar vanaf 1967 ook eigen motorfietsen waarvan er een aantal onder de merknaam Beta-Ancillotti verkocht werden. Een paar jaar later werd de merknaam veranderd in Ancilotto Scarab. Ze maakte lichte terreinmotoren van 50- en 75 cc. De inbouwmotoren werden ingekocht bij Morini en Sachs, later ook bij Moto Villa, Minarelli en Hiro, maar de Ancillotti H2O had een Tau-Ancillotti-blok. In de loop van de jaren werden zwaardere modellen gemaakt.
Scarab werd in sommige landen (onder andere de Verenigde Staten) ook als merknaam gebruikt.
De productie eindigde in 1983.